# Certificado de Depósito Agropecuário e Warrant Agropecuário
O Certificado de Depósito Agropecuário (“CDA”) e o Warrant Agropecuário (“WA” e, quando em conjunto, “CDA/WA”) são títulos de crédito do agronegócio, sempre emitidos em conjunto, e representativos de promessa de entrega de produto rural em depósito e seu penhor rural, respectivamente.  Criados pela Lei 11.076, de 30 de dezembro de 2004, o CDA e o WA somente podem ser emitidos por um depositário certificado pelo Ministério da Agricultura como armazém geral, mediante solicitação de um depositante. São títulos nominativos e à ordem,  que podem ser garantidos por aval,  e passíveis de negociação autônoma. 

## Características
Devendo ser emitido pelo prazo mínimo de 1 ano, o CDA e o WA precisam, via de regra, qualificar o depositário, detalhando dados do armazém geral, produto empenhado e eventuais garantias. O título pode ser cartular ou escritural.

## Negociação na Bolsa
O CDA e o WA são considerados ativos financeiros que podem ser negociados em mercados de balcão e outros mercados organizados, como a B3. Para tanto, o CDA e o WA precisam ser depositados em instituição de custódia autorizada pelo Banco Central. A negociação desses ativos na B3 está isenta de IOF.